# Лора Владова
Лора Владова е българска поп певица.

## Ранни години
Родена е във Варна на 9 април 1985 г. Майка ѝ е учителка по бизнес комуникации, а понастоящем е директор на СПЗ в Горна Оряховица. Баща ѝ е електротехник. Започва да пее от 3-годишна. Като малка имитира Майкъл Джексън и си мечтае да стане звезда. От 1-ви до 4-ти клас Лора учи в село Поликраище, а после – в музикална паралелка в Горна Оряховица. Приета е в Професионалната гимназия по електроника и електротехника „М. В. Ломоносов“. Паралелно с това ходи на уроци по пеене в Детско естрадно студио „Румина“. Лора се явява на редица национални конкурси, сред които „Тракийска лира“, „Северно сияние“, „Сезони“ и „Хит минус едно“ по Националната телевизия. На всички тях тя печели първи места в интервал от година и половина.

## Аз пея в Ку-Ку бенд, Музикална академия Ку-Ку бенд и 5 stars (2004 – 2006)
Участва в конкурса „Аз пея в Ку-Ку бенд“ в Шоуто на Слави. Конкурсът приключва, но не след дълго изненадите за финалистите продължават. Така той се видоизменя в първата по рода си „Музикална академия Ку-Ку бенд“.
- Там Лора има девет „изпита“:

1. Промяна на външния вид (изпит, който Лора печели убедително);
2. Песен с народно звучене – „Сън“ (изпитът също е спечелен от Лора):
3. Модерна българска песен – „Мой бъди“;
4. Попфолк песен – „Една жена“;
5. Песен за „Евровизия“ – „Let's dance all night“;
6. Дует с Борис Солтарийски – „Истина измислена“;
7. Песен за България – „Чужди ветрове“;
8. Интервю на живо в „Шоуто на Слави“, проведено от Росен Петров;
9. Концертно изпълнение на живо в зала №1 на НДК (последните 2 изпита също са спечелени от нея).

След края на деветия „изпит“ всичките 5 участници получават правото да имат свое собствено музикално шоу. Същото стартира 2 седмици по-късно, на 11 април 2005 г. в зала 2 на НДК под името „5 stars“. След това Лора Владова и другите четирима от 5 stars са поканени да участват в национално турне с екипа на Слави Трифонов. След приключване на турнето започва вторият сезон на шоуто и „5 старс“. Той се снима във виртуално студио, със специални 3D ефекти.
Рейтингът на шоуто е висок, като още на откриването си побеждава паралелното музикално предаване „Star Academy“. Рейтинговата статистиката от 11 април 2005 г. показва разлика от близо 20% според различните социологически проучвания

.
Предаването има три успешни сезона в националната телевизия БТВ.

## След 5 stars, самостоятелна кариера и Евровизия (2006 – 2008)
След края на третия сезон Лора Владова напуска продуцентска къща „Седем осми“ и не след дълго с колегата си Светозар Христов подписват нов договор с продуцентската къща, създадена специално за тях „A-production“. Двамата създават и хита на лятото на 2007 година (според някои радиа, вестник „Монитор“  и други онлайн издания
)с интригуващото заглавие „Нова песен неромантична“. Текстът е на Лора Владова, музиката – на Светозар Христов, аранжиментът – на Веселин Калчев. Песента е пусната едновременно на български език (с участието на рапъра Устата) и английски език. Заглавието на английската версия е „My way back“.
Именно написването на този текст от Лора става предпоставка и за написването на други текстове на именити български певци. Лора Владова е автор на текста и на песен от дебютния албум на Невена Цонева (в дует с Теодор Койчинов) – „Всеки път обиквам те“. Песента е номинирана за най-добър текст за 2008 г. на наградите на БГ Радио

.
Лора Владова участва в „Евровизия“ през 2007 г. със Светозар Христов и песента „If you come, baby“, с която се класират за полуфинал. Участва в „Евровизия“ и през 2008 г. с двете песни „Досега“ и „Sweet love“.
На 27 декември 2007 г. продуцентска къща A-production организира коледен концерт в зала №1 на НДК – „Звездна феерия“ с участието на Лора Владова, Светозар Христов, Мария Илиева, рапъра Устата, Невена Цонева, Теодор Койчинов, Пламен Пътов, Магдалена Джанаварова, Аксиния, Дани от Star academy, Димитър Рачков, руски балет „Art-academy“ с хореограф Евгения Трофимчук, бенда „Dirty Purchase“ с китарист Иван Лечев и със специалното участие на Майк Джонсън от „2 – 4 Family“, с който Лора изпява 3 от неговите хитове. Един от тях е и песента „Stay“.
"Сценографията на „Звездна феерия“

 е също уникална. Цветовете, в които е издържан спектакълът, са сребро и черно. Уникалният замисъл е да се създаде един нов, модерен прочит на времето, в което посещението на концертен спектакъл е било несравнимо светско удоволствие за отбрано общество, копнеещо да се наслади на добро шоу, съчетано с изкуство и духовност."

## Начало на нова кариера (2008 – настояще)
През 2008 година Лора заминава за Америка, където е студентка в колежа „Санта Моника“, Лос Анджелис, специалност музика. Макар и в Америка, Лора е автор и на текста на песента „Бягам“ към дебютния албум на Магдалена Джанаварова „Първа стъпка“, която става третият Music Idol на България. Самата Магдалена неведнъж обявява, че това е любимата ѝ песен, като благодари лично на Лора в интервю на премиерата на албума.